# Interlude (1957)
Interlude is een Amerikaanse dramafilm uit 1957 onder regie van Douglas Sirk. Het scenario is gebaseerd op de roman Serenade (1936) van James M. Cain.

## Verhaal
Helen Banning is een jonge Amerikaanse die in München aankomt om er te werken bij de inlichtingendiensten. Naar aanleiding van de organisatie van een concert maakt ze kennis met Tonio Fischer, een vermaard Italiaans dirigent. De jonge Helen valt voor de charmes van de oudere man. 
Een landgenoot van haar, dokter Morley Dwyer, is verliefd op haar en maakt haar het hof. Hij ziet met lede ogen aan dat Helen ingaat op de uitnodigingen en avances van Fischer en zijn concerten achter de schermen bijwoont.